# فرانكو بارودي
فرانكو بارودي (بالإسبانية: Franco Parodi)‏ هو لاعب كرة قدم أرجنتيني في مركز الهجوم، ولد في 29 نوفمبر 1989 في بوينس آيرس في الأرجنتين. لعب مع ديفينسوريس دي بيلغرانو وسبارتاك نالتشيك ونادي ريو أفي.

## وصلات خارجية
- فرانكو بارودي على موقع قاعدة بيانات كرة القدم.إي يو (الإنجليزية)